# Hibbertia verrucosa
Hibbertia verrucosa är en tvåhjärtbladig växtart som först beskrevs av Porphir Kiril Nicolai Stepanowitsch Turczaninow, och fick sitt nu gällande namn av George Bentham. Hibbertia verrucosa ingår i släktet Hibbertia och familjen Dilleniaceae. Inga underarter finns listade i Catalogue of Life.